# 今井雅子
今井雅子（日语：／ Imai Masako，1967年1月28日—），日本女子帆船运动员。她曾代表日本参加1998年和2002年亚洲运动会帆船比赛，获得二枚铜牌。她也曾参加1996年、2000年和2004年夏季奥林匹克运动会。